# کوه قلعه‌گریخته
کوه قلعه گریخته یکی از کوه‌های رشته کوه زاگرس است که در ۶ کیلومتری شمال غربی شهر سروستان در استان فارس واقع است.
وجه تسمیه آن به علت شکل منحصر بفرد و جدا افتادن از رشته اصلی کوه است.